# Quad City Flames
I Quad City Flames sono stati una squadra di hockey su ghiaccio dell'American Hockey League con sede nella città di Moline, nello stato dell'Illinois. Nati nel 2007 e sciolti nel 2009, nel corso degli anni sono stati affiliati alla franchigia dei Calgary Flames.

## Storia
Nel 2007 la formazione affiliata in AHL dei Flames abbandonò la città di Omaha, dove aveva assunto la denominazione di Omaha Ak-Sar-Ben Knights. Motivi principali dell'addio gli scarsi risultati sportivi e i problemi finanziari con oltre 4 milioni di dollari di debiti. La nuova squadra si iscrisse in AHL insieme all'antica rivale della UHL, i Rockford IceHogs. Il debutto dei Flames si ebbe a Moline il 6 ottobre 2007 con un successo per 5-1 proprio contro Rockford.
I Flames furono la terza franchigia della NHL a cercare di trasferire la propria affiliata nella regione delle Quad Cities. Sia i San Jose Sharks che gli Edmonton Oilers non trovarono l'accordo con la proprietà dei Quad City Mallards e dell'arena. L'accordo iniziale prevedeva una collaborazione fino al termine della stagione 2011-12, tuttavia i Calgary Flames e la Quad City Sports Ventures interruppero consensualmente le attività della formazione locale nel 2009, per trasferire la squadra ad Abbotsford dalla stagione successiva.

### Affiliazioni
Nel corso della loro storia i Quad City Flames sono stati affiliati alle seguenti franchigie della National Hockey League:
- Calgary Flames: (2007-2009)

## Record stagione per stagione
| Stagione         | Division | Gare | V  | S  | OTL | SOL | Punti | GF  | GS  | Piazzamento | Play-off |
| ---------------- | -------- | ---- | -- | -- | --- | --- | ----- | --- | --- | ----------- | -------- |
| Quad City Flames |          |      |    |    |     |     |       |     |     |             |          |
| 2007-08          | West     | 80   | 38 | 32 | 3   | 7   | 86    | 203 | 214 | 6°          |          |
| 2008-09          | West     | 80   | 36 | 31 | 6   | 7   | 85    | 212 | 212 | 5°          |          |

## Record della franchigia

### Singola stagione
Gol: 39  Kyle Greentree (2008-09)
Assist: 43  Grant Stevenson (2007-08)
Punti: 76  Kyle Greentree (2008-09)
Minuti di penalità: 248  Brandon Prust (2007-08)
Vittorie: 24  Leland Irving (2008-09)
Shutout: 3  Curtis McElhinney (2007-08)
Media gol subiti: 2.23  Leland Irving (2008-09)
Parate %: .912  Leland Irving (2006-2007)

### Carriera
Gol: 43  Kris Chucko
Assist: 76  Carsen Germyn
Punti: 108  Carsen Germyn
Minuti di penalità: 271  Matt Pelech
Vittorie: 24  Leland Irving
Shutout: 3  Curtis McElhinney e  Matt Keetley
Partite giocate: 154  Kris Chucko